# Império Russo nos Jogos Olímpicos de Verão de 1908
O Império Russo participou dos Jogos Olímpicos de Verão de 1908 em Londres, no Reino Unido. Conquistou uma medalha de ouro, duas medalhas de prata e nenhuma de bronze, somando três no total. Esta foi a segunda vez que o país participou dos Jogos Olímpicos.